# Argal
Argal (nep. अर्गल) – gaun wikas samiti w zachodniej części Nepalu w strefie Dhawalagiri w dystrykcie Baglung. Według nepalskiego spisu powszechnego z 2011 roku liczył on 475 gospodarstw domowych i 2329 mieszkańców (1267 kobiet i 1062 mężczyzn).